# Jurien Bay
Jurien Bay – miasto w Australii, w stanie Australia Zachodnia.